# Associazione Sportiva Livorno Calcio 2003-2004

## Stagione
Allenato dal tecnico Walter Mazzarri, nel campionato cadetto 2003-2004 il Livorno di Aldo Spinelli si è classificato al terzo posto con 79 punti, alle spalle di Palermo e Cagliari, tornando così in Serie A dopo una assenza di 55 anni. Determinante è stato il contributo dei suoi due attaccanti Igor Protti e Cristiano Lucarelli, che hanno firmato cinquantadue reti in coppia.
A conferma dell'ottimo campionato, il primo nella storia della Serie cadetta a 24 squadre, l'aritmetica certezza della promozione è arrivata con tre turni di anticipo sulla fine del torneo, con la vittoria (1-3) ottenuta a Piacenza. Con il Livorno sono salite nella massima serie il Palermo, il Cagliari, il Messina, l'Atalanta e la Fiorentina, dopo aver vinto lo spareggio con il Perugia.
Nella Coppa Italia i labronici hanno disputato solo la prima gara del primo turno, pareggiata (1-1) a Cesena, poi per protesta contro gli organi federali, per l'ampliamento del campionato di Serie B a 24 squadre, insieme a tante altre società cadette, non sono più scesi in campo.

## Rosa

Il promettente Giorgio Chiellini, all'ultima stagione in maglia amaranto, è tra i protagonisti della promozione e si impone come nome di rilievo del calcio italiano per gli anni a venire.

| N. |                     | Ruolo | Calciatore           |
| -- | ------------------- | ----- | -------------------- |
| 1  | Italia (bandiera)   | P     | Nicola Pavarini      |
| 2  | Italia (bandiera)   | D     | Juriy Cannarsa       |
| 3  | Italia (bandiera)   | D     | Giorgio Chiellini    |
| 4  | Francia (bandiera)  | D     | Marc Pfertzel        |
| 5  | Italia (bandiera)   | D     | Stefano Fanucci      |
| 6  | Italia (bandiera)   | D     | Richard Vanigli      |
| 7  | Italia (bandiera)   | A     | Davide Matteini      |
| 8  | Italia (bandiera)   | C     | Maurizio Ciaramitaro |
| 9  | Lituania (bandiera) | A     | Tomas Danilevičius   |
| 10 | Italia (bandiera)   | A     | Igor Protti          |
| 11 | Italia (bandiera)   | A     | Emiliano Biliotti    |
| 13 | Italia (bandiera)   | P     | Luca Mazzoni         |
| 14 | Italia (bandiera)   | C     | Claudio Grauso       |
| 16 | Italia (bandiera)   | A     | Niccolò Rossetti     |
| 18 | Italia (bandiera)   | C     | Charles Ferretti     |
| 19 | Italia (bandiera)   | C     | Nicola Iannotti      |

| N. |                   | Ruolo | Calciatore             |
| -- | ----------------- | ----- | ---------------------- |
| 20 | Italia (bandiera) | C     | Luca Vigiani           |
| 21 | Italia (bandiera) | C     | Davide Saverino        |
| 22 | Italia (bandiera) | P     | Gianmatteo Mareggini   |
| 23 | Italia (bandiera) | C     | Andrea Rabito          |
| 24 | Italia (bandiera) | D     | Alessio Del Tongo      |
| 28 | Italia (bandiera) | C     | Dario Passoni          |
| 29 | Italia (bandiera) | C     | Alessandro Evangelisti |
| 30 | Italia (bandiera) | C     | Alessandro Doga        |
| 46 | Italia (bandiera) | D     | David Balleri          |
| 67 | Italia (bandiera) | C     | Gennaro Ruotolo        |
| 79 | Italia (bandiera) | D     | Matteo Melara          |
| 81 | Italia (bandiera) | D     | Alessandro Gambadori   |
| 83 | Italia (bandiera) | A     | Alessio Mordagà        |
| 85 | Italia (bandiera) | A     | Luca Valtriani         |
| 99 | Italia (bandiera) | A     | Cristiano Lucarelli    |

## Risultati

### Serie B

#### Girone di andata
| Arbitro: | Cruciani (Pesaro) |

|                |           |                   |
| Possanzini 37’ | Marcatori | 55’ (rig.) Protti |

| Arbitro: | Tombolini (Ancona) |

|                                           |           |  |
| Chiellini 10’ C. Lucarelli 19’ Protti 25’ | Marcatori |  |

| Arbitro: | Romeo (Verona) |

|  |           |            |
|  | Marcatori | 45’ Protti |

| Livorno 14 settembre 2003, ore 20:30 CEST 4ª giornata | Livorno            | 0 – 0 referto | Avellino | Stadio Armando Picchi (10.550 spett.)\| Arbitro: \| Bolognino (Milano) \| |
| Arbitro:                                              | Bolognino (Milano) |               |          |                                                                           |

| Arbitro: | Romeo (Verona) |

|                                              |           |                                         |
| Godeas 61’ Moscardelli 70’, 75’ Aquilani 85’ | Marcatori | 39’, 44’ C. Lucarelli 80’ (rig.) Protti |

| Arbitro: | M. Mazzoleni (Bergamo) |

|                              |           |  |
| C. Lucarelli 17’ Ruotolo 49’ | Marcatori |  |

| Arbitro: | Preschern (Mestre) |

|  |           |                  |
|  | Marcatori | 85’ C. Lucarelli |

| Campobasso 12 ottobre 2003, ore CEST 8ª giornata | Napoli            | 0 – 0 referto | Livorno | Stadio Nuovo Romagnoli (0 spett.)\| Arbitro: \| Trefoloni (Siena) \| |
| Arbitro:                                         | Trefoloni (Siena) |               |         |                                                                      |

| Arbitro: | Rodomonti (Teramo) |

|              |           |            |
| Matteini 90’ | Marcatori | 61’ Markic |

| Arbitro: | De Marco (Chiavari) |

|                                                  |           |                  |
| Zola 16’ (rig.) Festa 24’ López 43’ Langella 78’ | Marcatori | 30’ C. Lucarelli |

| Arbitro: | Castellani (Verona) |

|                         |           |            |
| Protti 45+4’ Grauso 65’ | Marcatori | 6’ Makinwa |

| Arbitro: | Pieri (Lucca) |

|                   |           |  |
| Protti 69’ (rig.) | Marcatori |  |

| Pescara 9 novembre 2003, ore 15:00 13ª giornata | Pescara           | 0 – 0 referto | Livorno | Stadio Adriatico (5.445 spett.)\| Arbitro: \| Bergonzi (Genova) \| |
| Arbitro:                                        | Bergonzi (Genova) |               |         |                                                                    |

| Arbitro: | De Marco (Chiavari) |

|                               |           |  |
| Protti 82’ C. Lucarelli 90+4’ | Marcatori |  |

| Arbitro: | Cassarà (Palermo) |

|             |           |             |
| Mazzola 33’ | Marcatori | 82’ Ruotolo |

| Livorno 23 novembre 2003 16ª giornata | Livorno             | 0 – 0 referto | Venezia | Stadio Armando Picchi (9.253 spett.)\| Arbitro: \| Castellani (Verona) \| |
| Arbitro:                              | Castellani (Verona) |               |         |                                                                           |

| Arbitro: | Tombolini (Ancona) |

|            |           |           |
| Riganò 28’ | Marcatori | 5’ Protti |

| Arbitro: | De Marco (Chiavari) |

|                                             |           |                         |
| Giallombardo 45+1’ (aut.) Protti 95’ (rig.) | Marcatori | Mascara 61’ Sedivec 87’ |

| Livorno 14 dicembre 2003 19ª giornata | Livorno             | 0 – 0 referto | Atalanta | Stadio Armando Picchi (11.863 spett.)\| Arbitro: \| Giannoccaro (Lecce) \| |
| Arbitro:                              | Giannoccaro (Lecce) |               |          |                                                                            |

| Arbitro: | Cassarà (Palermo) |

|                     |           |            |
| Ferrante 51’ (rig.) | Marcatori | 12’ Protti |

| Arbitro: | Castellani (Verona) |

|                           |           |  |
| Vanigli 72’ Ruotolo 90+6’ | Marcatori |  |

| Arbitro: | Brighi (Cesena) |

|                              |           |                  |
| Zauli 22’, 71’ Toni 49’, 84’ | Marcatori | 48’ C. Lucarelli |

| Arbitro: | Romeo (Verona) |

|            |           |                            |
| Protti 54’ | Marcatori | 12’ Tamburini 86’ Moscardi |

#### Girone di ritorno
| Arbitro: | Tagliavento (Terni) |

|                                     |           |  |
| Protti 17’ (rig.), 81’ Rabito 90+2’ | Marcatori |  |

| Arbitro: | Racalbuto (Gallarate) |

|                           |           |                  |
| Lavecchia 52’ Coppola 87’ | Marcatori | 49’ Danilevičius |

| Arbitro: | Cassarà (Palermo) |

|                   |           |            |
| Protti 10’ (rig.) | Marcatori | 32’ Caccia |

| Arbitro: | Castellani (Verona) |

|             |           |                  |
| Moretti 58’ | Marcatori | 34’ Danilevičius |

| Arbitro: | Tagliavento (Terni) |

|              |           |                 |
| Cannarsa 75’ | Marcatori | 27’ Moscardelli |

| Arbitro: | Preschern (Mestre) |

|  |           |                       |
|  | Marcatori | 52’, 73’ C. Lucarelli |

| Arbitro: | Rocchi (Firenze) |

|                  |           |  |
| C. Lucarelli 70’ | Marcatori |  |

| Arbitro: | Paparesta (Bari) |

|                      |           |  |
| Protti 23’, 36’, 86’ | Marcatori |  |

| Arbitro: | Nucini (Bergamo) |

|                             |           |                          |
| De Rosa 21’, 82’ Doudou 61’ | Marcatori | 59’ Chiellini 92’ Protti |

| Arbitro: | De Santis (Tivoli) |

|                 |           |           |
| C. Lucarelli 7’ | Marcatori | 37’ Loria |

| Arbitro: | Rocchi (Firenze) |

|                                   |           |                                                                 |
| Carparelli 22’, 44’ Tarantino 88’ | Marcatori | 18’ Chiellini 39’, 62’ (rig.), 90+3’ C. Lucarelli 90+1’ Vigiani |

| Arbitro: | Dattilo (Locri) |

|                |           |                                |
| Borgobello 75’ | Marcatori | 23’ Chiellini 85’ C. Lucarelli |

| Arbitro: | Nucini (Bergamo) |

|                                                                      |           |             |
| C. Lucarelli 28’ (rig.), 53’ (rig.) Protti 47’, 74’ Danilevičius 79’ | Marcatori | 76’ Gorgone |

| Arbitro: | De Marco (Chiavari) |

|           |           |             |
| Pianu 35’ | Marcatori | 22’ Vigiani |

| Arbitro: | Nucini (Bergamo) |

|                                 |           |  |
| Protti 8’, 24’ C. Lucarelli 48’ | Marcatori |  |

| Arbitro: | Morganti (Ascoli Piceno) |

|                                          |           |                                   |
| Giubilato 7’ Biancolino 26’ Anderson 48’ | Marcatori | 53’ C. Lucarelli 84’ Danilevičius |

| Arbitro: | Trefoloni (Siena) |

|                          |           |  |
| Lucarelli 30’ Protti 33’ | Marcatori |  |

| Arbitro: | De Santis (Tivoli) |

|  |           |                                  |
|  | Marcatori | 62’, 69’ C. Lucarelli 65’ Protti |

| Bergamo 16 maggio 2004 42ª giornata | Atalanta            | 0 – 0 referto | Livorno | Stadio Atleti Azzurri d'Italia (14.405 spett.)\| Arbitro: \| Collina (Viareggio) \| |
| Arbitro:                            | Collina (Viareggio) |               |         |                                                                                     |

| Arbitro: | Bolognino (Milano) |

|                                    |           |                  |
| C. Lucarelli 11’, 85’ Cannarsa 13’ | Marcatori | 39’ (rig.) Pinga |

| Arbitro: | Pieri (Lucca) |

|                |           |                                         |
| Beghetto 90+3’ | Marcatori | 49’ Ruotolo 57’ Melara 88’ C. Lucarelli |

| Arbitro: | Saccani (Mantova) |

|                  |           |          |
| C. Lucarelli 71’ | Marcatori | 69’ Toni |

| Arbitro: | Brighi (Cesena) |

|                          |           |                       |
| Morini 63’ Bonanni 90+2’ | Marcatori | 78’, 86’ C. Lucarelli |

### Coppa Italia

#### Fase eliminatoria Gruppo 2
| Arbitro: | Preschern (Mestre) |

|             |           |            |
| Cavalli 15’ | Marcatori | 26’ Protti |

| Livorno 24 agosto 2003 Girone 2 - 2ª giornata | Livorno | – Non disputata | Genoa |  |

| Torino 3 settembre 2003 Girone 2 - 3ª giornata | Torino | – Non disputata | Livorno |  |

## Statistiche

### Statistiche di squadra
| Competizione | Punti | In casa | In casa | In casa | In casa | In casa | In casa | In trasferta | In trasferta | In trasferta | In trasferta | In trasferta | In trasferta | Totale | Totale | Totale | Totale | Totale | Totale | DR  |
| Competizione | Punti | G       | V       | N       | P       | Gf      | Gs      | G            | V            | N            | P            | Gf           | Gs           | G      | V      | N      | P      | Gf     | Gs     | DR  |
| ------------ | ----- | ------- | ------- | ------- | ------- | ------- | ------- | ------------ | ------------ | ------------ | ------------ | ------------ | ------------ | ------ | ------ | ------ | ------ | ------ | ------ | --- |
| Serie B      | 79    | 23      | 13      | 9       | 1       | 40      | 12      | 23           | 7            | 10           | 6            | 35           | 33           | 46     | 20     | 19     | 7      | 75     | 45     | +30 |
| Coppa Italia |       | -       | -       | -       | -       | -       | -       | 1            | 0            | 1            | 0            | 1            | 1            | 1      | 0      | 1      | 0      | 1      | 1      | 0   |
| Totale       |       | 23      | 13      | 9       | 1       | 40      | 12      | 24           | 7            | 11           | 6            | 36           | 34           | 47     | 20     | 20     | 7      | 76     | 46     | +30 |